# Grant Williams
Grant Dean Williams (Houston, 30 de novembro de 1998) é um jogador norte-americano de basquete profissional que atualmente joga pelo Charlotte Hornets da National Basketball Association (NBA).
Ele jogou basquete universitário na Universidade do Tennessee e foi selecionado pelo Boston Celtics como a 22° escolha geral do draft da NBA de 2019.

## Carreira na universidade
Williams foi o Melhor Jogador da Southeastern Conference em seus três anos em Tennessee. Ele foi o Jogador do Ano da SEC nas temporadas de 2017–18 e de 2018–19, tornando-se o primeiro jogador a fazê-lo desde Corliss Williamson em 1995.
Em três temporadas em Tennessee, ele jogou em 104 jogos e teve médias de 15.7 pontos, 6.5 rebotes e 2.1 assistências.

## Carreira profissional

### Boston Celtics (2019–2023)
Williams foi selecionado pelo Boston Celtics como a 22ª escolha geral no draft da NBA de 2019. Em 11 de julho de 2019, os Celtics anunciaram que havia assinado um contrato de quatro anos e US$11 milhões com Williams.
Em 23 de outubro de 2019, Williams fez sua estreia profissional, vindo do banco em uma derrota para o Philadelphia 76ers. Em 4 de dezembro de 2019, ele fez sua primeira partida como titular na carreira em uma vitória contra o Miami Heat. Williams terminou sua temporada de estreia com médias de 3,4 pontos e 2,6 rebotes.
Após o término da temporada de 2020–21, a segunda temporada de Williams na liga, ele aumentou ligeiramente suas médias em todas as principais categorias estatísticas. Ele terminou a temporada com médias de 4,7 pontos e 2,8 rebotes.
Em 21 de março de 2022, Williams marcou então um recorde pessoal de 20 pontos em uma vitória contra o Oklahoma City Thunder. Ele terminou a temporada de 2021–22 com médias de 7,8 pontos e 3,6 rebotes. Em 15 de maio, Williams marcou um recorde pessoal de 27 pontos em uma vitória decisiva no Jogo 7 sobre o Milwaukee Bucks nas Semifinais da Conferência Leste. Seu desempenho foi destacado por um aproveitamento de 7 de 18 nas tentativas de arremessos de três pontos, um recorde tanto de arremessos convertidos quanto de tentativas de três pontos em um Jogo 7 da NBA. Williams ajudou os Celtics a alcançarem as Finais da NBA, mas perdeu para o Golden State Warriors em 6 jogos.
Em 26 de outubro de 2022, Williams foi suspenso por um jogo sem pagamento por fazer contato com um árbitro durante uma derrota por 102-120 para o Chicago Bulls.
Em 6 de março de 2023, Williams errou dois lances livres críticos nos segundos finais, custando a vitória de sua equipe. Agravando a decepção, Williams gritou para o armador dos Cavs, Donovan Mitchell, antes dos arremessos, garantindo que acertaria ambos. Apesar de sua promessa, ambos os arremessos erraram o alvo, resultando em uma derrota por 118-114 na prorrogação.

### Dallas Mavericks (2023–2024)
Em 12 de julho de 2023, Williams foi negociado com o Dallas Mavericks em um acordo de assinatura e troca. Ele estreou pelos Mavericks em 25 de outubro de 2023 em uma vitória por 126-119 sobre o San Antonio Spurs.

### Charlotte Hornets (2024–Presente)
Em 8 de fevereiro de 2024, Williams foi negociado, com Seth Curry e uma escolha de primeira rodada em 2027, com o Charlotte Hornets em troca de P. J. Washington e duas escolhas de segunda rodada futuras.

## Estatísticas da carreira

### NBA

#### Temporada regular
| Ano      | Equipe    | PJ  | PT  | MPJ  | AP   | 3P   | LL   | RT  | AS  | BR | TO | PPJ  |
| -------- | --------- | --- | --- | ---- | ---- | ---- | ---- | --- | --- | -- | -- | ---- |
| 2019–20  | Boston    | 69  | 5   | 15.1 | .412 | .250 | .722 | 2.6 | 1.0 | .4 | .5 | 3.4  |
| 2020–21  | Boston    | 61  | 9   | 18.1 | .437 | .372 | .588 | 2.8 | 1.0 | .5 | .4 | 4.7  |
| 2021–22  | Boston    | 77  | 21  | 24.4 | .475 | .411 | .905 | 3.6 | 1.0 | .5 | .7 | 7.8  |
| 2022–23  | Boston    | 79  | 23  | 25.9 | .454 | .395 | .770 | 4.6 | 1.7 | .5 | .4 | 8.1  |
| 2023–24  | Dallas    | 47  | 33  | 26.4 | .413 | .376 | .745 | 3.6 | 1.7 | .5 | .6 | 8.1  |
| 2023–24  | Charlotte | 29  | 10  | 30.6 | .503 | .373 | .765 | 5.1 | 3.2 | .7 | .4 | 13.9 |
| Carreira | Carreira  | 362 | 101 | 23.4 | .449 | .362 | .749 | 3.7 | 1.6 | .5 | .5 | 7.6  |

#### Play-In
| Ano  | Equipe | PJ | PT | MPJ | AP | 3P | LL | RT  | AS | BR | TO | PPJ |
| ---- | ------ | -- | -- | --- | -- | -- | -- | --- | -- | -- | -- | --- |
| 2021 | Boston | 1  | 0  | 1.9 | —  | —  | —  | 1.0 | .0 | .0 | .0 | .0  |

#### Playoffs
| Ano      | Equipe   | PJ | PT | MPJ  | AP   | 3P   | LL    | RT  | AS  | BR | TO | PPJ |
| -------- | -------- | -- | -- | ---- | ---- | ---- | ----- | --- | --- | -- | -- | --- |
| 2020     | Boston   | 17 | 0  | 10.0 | .577 | .588 | .700  | 1.5 | .4  | .1 | .3 | 2.8 |
| 2021     | Boston   | 5  | 0  | 11.4 | .500 | .500 | 1.000 | 2.0 | .8  | .2 | .8 | 3.4 |
| 2022     | Boston   | 24 | 5  | 27.3 | .433 | .393 | .808  | 3.8 | .8  | .3 | .8 | 8.6 |
| 2023     | Boston   | 15 | 0  | 17.7 | .472 | .450 | .800  | 2.2 | 1.2 | .3 | .4 | 5.1 |
| Carreira | Carreira | 61 | 5  | 16.6 | .495 | .482 | .827  | 2.3 | .8  | .2 | .5 | 4.9 |

### Universidade
| Ano      | Equipe    | PJ  | PT  | MPJ  | AP   | 3P   | LL   | RT  | AS  | BR  | TO  | PPJ  |
| -------- | --------- | --- | --- | ---- | ---- | ---- | ---- | --- | --- | --- | --- | ---- |
| 2016–17  | Tennessee | 32  | 29  | 25.4 | .504 | .375 | .667 | 5.9 | 1.1 | .8  | 1.9 | 12.6 |
| 2017–18  | Tennessee | 35  | 35  | 28.8 | .473 | .120 | .764 | 6.0 | 1.9 | .6  | 1.3 | 15.2 |
| 2018–19  | Tennessee | 37  | 37  | 31.9 | .564 | .326 | .819 | 7.5 | 3.2 | 1.1 | 1.5 | 18.8 |
| Carreira | Carreira  | 104 | 101 | 28.7 | .513 | .273 | .750 | 6.4 | 2.0 | .8  | 1.5 | 15.5 |

## Vida pessoal
A mãe de Williams, Teresa Johnson, é engenheira elétrica da NASA. Seu pai, Gilbert, é um artista de jazz e ex-jogador de basquete universitário, que trabalhou como guarda-costas de músicos, incluindo Prince. Ele é primo dos ex-jogadores da NBA, Salim e Damon Stoudamire. Recusando ofertas das escolas da Ivy League como Harvard e Yale, Williams se formou na Universidade do Tennessee em três anos com um diploma em administração.

Depois de um jogo contra o Denver Nuggets em 20 de março de 2022, onde ele bloqueou um arremesso de Nikola Jokić, que é frequentemente chamado de "O Coringa", Williams insistiu que a mídia o chamasse "Batman". O apelido ficou entre os fãs do Celtics.